# Balhae
Balhae (698–926) (en alfabet hangul: 발해, en xinès: 渤海, en rus: Бохай o Пархэ) va ser un regne multiètnic format pels Goguryeo i la tribu Mohe que ocupà Manxúria i el nord de la península de Corea, posteriorment a la caiguda de Goguryeo. Va existir durant el Període dels estats del Nord i del Sud amb el període Silla Unificat.
En el seu màxim, Balhae ocupà parts de Manxúria, el territori actualment rus de krai de Primórie i el nord de Corea. Balhae el va destruir l'exèrcit Kitan el 926 i la majoria del seu domini el va absobir la Dinastia Liao i la dinastía Goryeo.

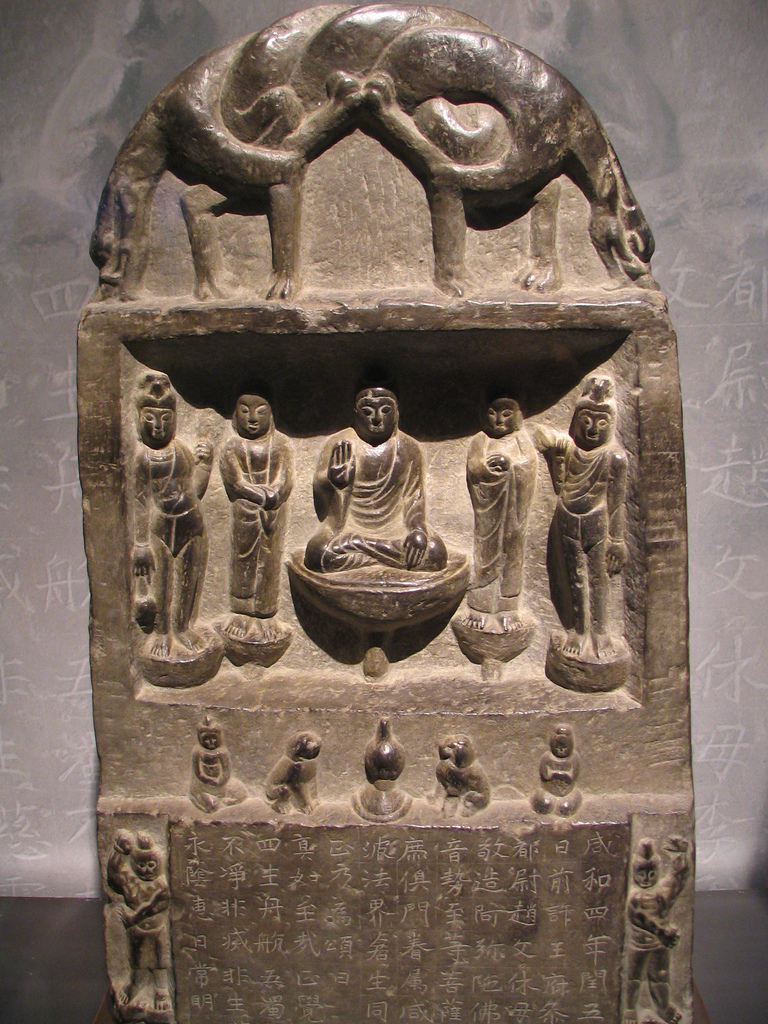
Estela de Balhae, al "Museu Nacional de Corea.

El primer registre sobre Balhae apareix al Llibre de Tang que tracta de la seva història des de 941 fins al 945.
El regne de Balhae va ser el darrer estat de la història de Corea en tenir un territori important dins Manxúria, per això, les dinasties coreanes continuaven considerant que eren les successores dels Goguryo i de Balhae.